# Ом (Плоский мир)
Ом, или Великий Бог Ом (англ. Great God Om) — персонаж вымышленной вселенной Плоский мир английского писателя Терри Пратчетта. Центральная фигура религии омнианство, которую исповедуют, в основном, в Омнии. Его главный храм располагается в Коме — городе-крепости, столице государства. Верующие в Ома называются омнианами. Историю омнианства можно рассматривать до и после встречи Ома с Брутой (Восьмым пророком), которая описывается в книге «Мелкие боги».

## Омнианство до Восьмого пророка
Омнианство утверждает, что Ом — единственный бог, всемогущий, всеведущий и вездесущий, он создал мир, людей и всё сущее (явная аналогия с богами монотеистических религий нашего мира). Ома обычно изображают в виде могучего быка с железными копытами и рогами, а его священным символом являются «священные рога» (их знак чертится рукой в воздухе, либо человек складывает в него ладони). Золотые рога украшают и главный храм в столице Омнии — городе-цитадели Коме.
Омнианство придерживается постулата о том, что мир — круглый, обращается вокруг солнца, что прямо противоречит реальности (согласно сеттингу Плоского мира, объективным фактом является то, что Диск — плоский, солнце вращается вокруг него). Пуп Диска омниане называют Полюсом, а Край — другим Полюсом. Ересь о Черепахе считается одним из величайших грехов.
Омнианство придерживается веры в переселение душ, одновременно исповедуя концепцию ада для грешников. Концепции рая нет, или она малозначима.
Священной книгой считается Семикнижие, написанное пророками. Омнианство считает, что бог Ом избирал Семь пророков, чтобы передать им свои заветы, а также ожидает Восьмого пророка.
Церковная система очень развитая. Главой церкви является семиарх, чья резиденция находится в Цитадели Ком (столица Омнии).
В теологии омнианства понятие «фундаментальной истины» имеет решающее значение — неважно, что говорят тебе глаза и уши, важно, что говорит тебе твой Бог. Все, что не сказано в Семикнижии — ересь. Для выкорчевывания ереси церковью создана квизиция — организация, аналогичная инквизиции.
Фанатично верующие, но заблуждающиеся омнианцы спровоцировали множество религиозных войн на Клатчском континенте. Государство, основанное на культе Ома, постепенно стало одним из сильнейших государств континента.
Примерно за сто лет до времён, описываемых в большинстве книг Плоского Мира, Омния достигла максимального расцвета, церковь невероятно усилилась и церковная власть стала, по сути, абсолютной. Но одновременно с этим, омниане перенесли свою веру в Ома на священнослужителей и ритуалы.

### Квизиция
Хотя никто в Омнии во времена, описываемые в романе «Мелкие Боги», не верил в самого Ома, омниане верили в его священников, особенно в Квизицию, а ещё больше в то, что Квизиция делала с неверующими. Квизиция (которая делилась на Инквизицию и Эксквизицию) занималась в основном тем, что пытала людей, согласно их неофициальному девизу «Cuius testiculos habes, habeas cardia et cerebellum», который Терри Пратчетт переводит как «Если вы завладели их вниманием, значит, завладели их сердцами и умами» (ссылка на цитату, приписываемую одному из советников Ричарда Никсона; на самом деле речь идёт не о внимании, а о тестикулах — мужских половых железах). Также они используют книги вроде «Torquus Simiae Maleficarum» — «Отвёртка Ведьм» (аллюзия на книгу «Malleus Maleficarum», или «Молот ведьм»).
Книга Ома говорит, что ведьмам не место среди живых, хотя, это вполне может быть неправильный перевод со староомнианского, как и то место, где говорится, что ведьм можно поймать в ловушки из патоки. Вполне возможно, что слово, переведённое как «ведьма», должно переводиться, как «таракан» (этот момент — пародия на богословский спор вокруг строфы 22:18 Исхода — «Thou shalt not suffer a witch to live», дословно: «Ты не будешь спасен, оставив ведьму живой»). Также и в последующем абзаце, где говорится, что ведьмы способны насылать похотливые желания, последнее выражение может быть прочитано как «жареные омары».
Омнианство было крайне жестокой религией, пытки и убийства неугодных людей были в порядке вещей, причём малейшего подозрения квизиции уже достаточно для доказания вины (Ом не заронил бы зерно сомнения в душу квизитора, если бы человек был невиновен). Считалось, что только очищение муками и смертью может спасти заблудшие души.

## Ом в книге «Мелкие боги»
До начала книги Ом, желавший воплотиться в быка или другое священное животное, вдруг оказывается в теле черепахи и забывает о своей божественной сущности. Случайно оказавшись рядом с юношей по имени Брута, Ом вспоминает о своей сути и обращается к нему.
Оказывается, что Ом потерял всю свою силу, так как верит в него — по-настоящему — только один человек, Брута. Бог Ом оказывается не всемогущим, не всеведущим, и даже не самым сильным богом (даже в период расцвета). Он понятия не имеет о заветах пророков и прочих фундаментальных для омнианства вещах, и, в общем-то, благожелательно-равнодушен к людям. Циничный, эгоистичный, но достаточно разумный и не без юмора, Ом остаётся с Брутой, и под его воздействием начинает меняться, так как бога формируют те, кто верит в него.
Ом искренне привязывается к Бруте, хотя немалая доля этой привязанности основана на страхе потерять свою личность, если Брута умрёт или разуверится в Оме. Ома поджидает и опасность умереть физически.
Когда Бруту казнят за ересь, Ом жертвует своим физическим существованием, чтобы спасти его, а так как он обставил это довольно театрально, он, под притоком веры присутствующих, получает могущество. В облике огромной золотой человекообразной фигуры (ранее не-животный облик был Ому недоступен), он освобождает Бруту, и тот официально провозглашается Восьмым Пророком. В принципе, Брута как источник веры Ому уже не нужен, но, сформированный личностью Бруты, перерождённый Ом уже не таков, как был раньше — понятие любви, этики и милосердия ему уже не чуждо.
Ом, насильно заставив богов других религий остановить вторжение в Омнию объединённого войска стран, которым Омния ранее угрожала, уходит. Брута же меняет основные постулаты омнианства.

## Омнианство после Восьмого пророка
Ранее омнианство было крайне нетолерантной религией, в основном не из-за нетерпимости Ома, а из-за его безразличия. Пытки еретиков, показательные казни были вполне обыденным делом.
Проведя некоторое время в теле черепахи («Мелкие боги»), Ом изменил свои взгляды и с помощью Бруты сделал омнианство одной из самых терпимых религий Плоского Мира, хотя омниане до сих пор уверены, что Ом — единственный истинный бог, или, как минимум, единственный бог, которому стоит поклоняться. Сейчас Ом предпочитает не вмешиваться напрямую в дела своих почитателей и предпочитает, чтобы они сами создавали свои этику и богословие, основываясь на вере в его существование и на его последних заповедях, превративших прежние символы веры в миролюбивые и добродетельные основы религии. Современное омнианство говорит, что превосходство Ома над другими богами заключается не столько в силовых методах, сколько в обилии новых мыслей и идей.
Церковь широко пользуется евангелическими методами, и её последователи ходят по домам и обращают людей в свою веру. Так омнианство становится всё популярнее, потому что верить в бога, который в принципе ничего и не делает, довольно удобно. И благодаря тому, что Брута допустил существование различных точек зрения на одну проблему, каждые две недели в церкви происходит раскол.
Многие современные омниане носят имена типа «Порази-Неверующего-Ловкими Аргументами», «Посети-Неверующего-С-Разъяснительным-Памфлетом» и «Достойны-Похвалы-Славящие-Ома». Это резко отличается от староомниан, которые в основном носили кровожадные имена. Эти имена — пародия на наставительные пуританские имена вроде «О-Возрадуйтесь», «Бойся-Господа», «Иов-Трудился-В-Золе» и «Когда-Бы-Иисус-Не-Умер-За-Тебя-Ты-Был-Бы-Проклят» Барбон. Предок Сэмюэля Ваймса «Не-Потерплю-Несправедливости» также назван на пуританский манер, и это имя является аллюзией на реально существовавшего Оливера Кромвеля.
Реформированное омнианство также имеет свои дурные стороны. Их освещает персонаж Довольно Преподобный Овес из книги «Carpe Jugulum. Хватай за горло» — омнианский священник, который начал сомневаться в своей вере в Ома из-за бездействия бога, излишней миролюбивости учения и очевидной глупости заповедей. Овес тайно тосковал по прежнему «огню» кровожадных омнианских пророков. Беседы Довольно Преподобного Овса с матушкой Ветровоск вскрывают социальные и психологические аспекты современного омнианства (через его призму — христианства), и в итоге Овес находит меру веры в природе самой своей веры и святости, а не в сути догматов религии.
Интересно, что Довольно Преподобный Овес теряет свой священный амулет — «Черепашку Ома». Этот символ основан на форме, в которой долгое время пребывал Ом (он заменил «Священные Рога», символ предыдущего воплощения Ома в образе белого быка), а также он символизирует металлическую черепаху, на которой должен был погибнуть Брута, но был спасен своим богом. Чтобы заменить потерянную реликвию, Джейсон Ягг сделал Овесу амулет в виде двустороннего топора, который должен был символизировать момент истинной веры, когда Овес уничтожил вампира маленьким топориком, превращённым силой его веры в священное оружие.
Коммандер анк-морпоркской стражи Сэмюэль Ваймс называет Ома «очень популярным» богом, отчасти из-за того, что тот не требует мерзких обрядов, каких-то особых одежд и дает верующим относительную свободу действий.
Омнианство в целом — пратчеттовская пародия на христианство.